# Convento franciscano (Dubrovnik)
O convento e igreja franciscana de Dubrovnik constituem um enorme complexo pertencente à Ordem dos Frades Menores. Consiste em um convento, uma igreja, uma biblioteca e uma farmácia. Está localizado na Placa, a rua principal de Dubrovnik, na Croácia.
O convento mais antigo foi erguido no século XIII fora das muralhas. Um novo convento  foi erguido em 1317, dentro das muralhas e perto do Portão Pile.